# Ridderhuset (Næstved)
 For alternative betydninger, se Ridderhuset. (Se også artikler, som begynder med Ridderhuset)
Ridderhuset er en bindingsværksbygning i Riddergade i Næstved, der stammer fra renæssancen omkring år 1600. Det ligger lige ved siden af Apostelhuset, der er opført i senmiddelalderen først i 1500-tallet.
Bygningen har været fredet siden 1918. 

## Historie
Ridderhuset kan dateres til 1520, men størstedelen af bygningen er fra omkring 1600.
Fra begyndelsen af 1800-tallet til 1875 var der smedje i huset. Det blev renoveret 1884-1885, sandsynligvis af Vilhelm Ahlmann, der også stod for restaureringen af Apostelhuset ved siden af. Fra 1879 til 1909 var bygningen ejet af Næstved Diskontobank. I 1918 blev Ridderhuset fredet.

## Beskrivelse
Bygningen er opført i bindingsværk i to stokværk. Tavlerne i mellem tømmeret er fyldt ud med munkesten. Bygningen har tegltag. I facaden er en port der går ind til baggården. Porten er udskiftet. På facaden er udskårne og bemalede knægte. Der har sandsynligvis været en dør i faget midt i bygningen.